# Emmy Becher
Emmy Becher (* 29. Januar 1854 in Stuttgart; † 15. September 1922 ebenda) war eine deutsche Kulturjournalistin und literarische Übersetzerin, die Werke aus dem Französischen, Englischen und Italienischen für den Stuttgarter Engelhorn Verlag ins Deutsche übertrug. Zu den von ihr übersetzten Autoren gehören unter anderem Alphonse Daudet, Guy de Maupassant, Georges Ohnet, Paul Bourget, B. M. Croker, George Robert Sims, Rudyard Kipling und Edmondo De Amicis.

## Leben
Emmy Bechers Vater August Becher war Jurist und nahm aktiv an der Deutschen Revolution 1848/1849 teil. Er gehörte der Frankfurter Nationalversammlung an und war 1849 einer der fünf Reichsregenten. Nach dem Scheitern der Revolution heiratete er 1850 Emmys Mutter Caroline Weinland (* 1823), die aus ihrer ersten Ehe mit dem Ravensburger Rechtsanwalt August Schuster bereits einen Sohn, Adolf Schuster (* 1842), hatte. Emmy Becher wurde am 29. Januar 1854 in Stuttgart geboren.
Ihr Vater regte früh Interesse an Politik und bildender Kunst in Emmy Becher an. Ab 1886, sie war damals 32-jährig, begann sie, für den Engelhorn Verlag in ihrer Heimatstadt literarische Werke aus dem Französischen, Englischen und Italienischen zu übersetzen. Ab 1891 war sie als „Kunstberichterstatterin“ beim Schwäbischen Merkur tätig und blieb bis im April 1921, kurz vor ihrem Tod, in dieser Position. Sie war Mitglied im Württembergischen Malerinnenverein und im Literarischen Klub Stuttgart. Ihre Teestunden am Montagnachmittag waren rege frequentiert. Sie starb am 15. September 1922 nach langer Krankheit mit 68 Jahren in Stuttgart.
Becher heiratete nie und bestritt ihr Leben mit größtmöglicher Eigenständigkeit. Ein Nekrolog beschrieb sie als „Frau, die sich durch angeborene Geistesgaben und durch unermüdliche Tätigkeit eine selbständige, allgemein geachtete Stellung errungen und so in ihrem Teil und für ihr eigenes Leben die ‚Frauenfrage‘ gelöst hatte, lange bevor die Bewegung, die diesen Namen trägt, sich wirklich organisierte und durchsetzte“.
Bechers Übersetzungen von Georges Ohnets und George Robert Sims’ Romanen, Frances Hodgson Burnetts Der kleine Lord (u. a. im Reclam-Verlag), Kenneth Grahames Das goldene Zeitalter und Rudyard Kiplings Naulahka, das Staatsglück wurden auch nach ihrem Tod und werden teilweise noch heute aufgelegt.

## Werke
Alle Übersetzungen Bechers sind bei Engelhorn in Stuttgart erschienen.

### Übersetzungen aus dem Französischen
- Georges Ohnet: Schwarz und rosig (= Noir et rose), 1887; Letzte Liebe (= Dernier amour), 1889; Die Seele Pierres (= L’âme de Pierre), 1890; Der Schritt zur Liebe (= La marche à l’amour), 1903
- Jeanne Schultz: Was der heilige Joseph vermag (= La neuvaine de Colette), 1888
- Alphonse Daudet: Der Unsterbliche (= L’immortel), 1888; Briefe aus meiner Mühle (= Lettres de mon moulin), 1894
- Guy de Maupassant: Zwei Brüder (= Pierre et Jean), 1889
- Henry Gréville: Dosias Tochter (= La fille de Dosia), 1889; Das Geständnis (= L’aveu), 1898
- Max O’Rell: Bruder Jonathan und sein Land (= Jonathan et son continent), 1889
- Henry Rabusson: Salonidylle (= Idylle et drame de salon), 1890
- Octave Feuillet: Künstlerehre (= Honneur d’artiste), 1891
- Paul Bourget: Kosmopolis (= Cosmopolis), 1894; Das Spitzmäuschen und anderes (= Dualité), 1902; Schwestern (= Les deux soeurs), 1908; Herz und Handwerk (= Le coeur et le métier), 1909
- Charles de Berkeley: Die alte Geschichte (= Vieille histoire), 1895
- Édouard Rod: Die weißen Felsen (= Les roches blanches), 1897
- Pierre Loti: Ein Seeman (= Matelot), 1899
- André Theuriet: Unter Rosen (= Dans les roses), 1901

### Übersetzungen aus dem Englischen
- Florence Marryat: Hanna Warners Herz, 1886
- William Edward Norris: Mein Freund Jim, 1887; Die geprellten Verschwörer (= The baffled Conspirators), 1891
- Benjamin Farjeon: Die Herz-Neune (= The Nine of Hearts), 1888
- Frances Hodgson Burnett: Der kleine Lord (= Little Lord Fauntleroy), 1888
- Charles Hamilton Aide: Imogen (= Passages in the Life of a Lady), 1890
- B. M. Croker: Irgend ein Anderer (= Some one else), 1891; Lady Hildegard (= The real Lady Hilda), 1897; Die hübsche Miss Neville (= Pretty Miss Neville), 1921
- Julien Gordon (Julia Cruger): Fräulein Reseda (= Mademoiselle Réséda), 1891; Ein puritanischer Heide (= A puritan pagan), 1892
- George Lloyd-Allen: Der schwarze Koffer, 1892
- Lucy Clifford: Tante Anna (= Aunt Anne), 1895
- George Robert Sims: Möblierte Wohnungen (= Small Party Lady), 1895; Die junge Frau Kaudel (= Young Mrs. Caudle), 1906
- Edward Frederic Benson: Dodo, 1895
- Kathleen Mannington Caffyn: Eine gelbe Aster (= A yellow aster), 1896
- Curtis Yorke: Um des Kindes willen (= Because of the Child), 1898
- Rudyard Kipling: Naulahka, das Staatsglück (= Naulahka), 1900
- Dorothea Gerard: Eine vergessene Sünde (= A forgotten sin), 1900
- Kenneth Grahame: Das goldene Zeitalter (= The golden age), 1900
- Frederick William Robinson: Jung-Nin, 1902
- Violet Hunt: Kein Herz (= A hard woman), 1903
- Ernest William Hornung: Die schwarze Maske (= The black mask), 1903
- Henry De Vere Stacpoole: Der Bourgeois, 1904
- Bret Harte: Auf der alten Fährte, 1906; In der Prärie verlassen (= Clarence), 1921
- Elinor Glyn: Evangelines Schicksale (= The vicissitudes of Evangeline), 1907; Jenseits der Wirbel, 1909
- Arnold Bennett: Ein grosser Mann (= A great man), 1907; Lebendig begraben (= Buried alive), 1913
- Samuel Major Gardenhire: Übertrumpft, 1911

### Übersetzungen aus dem Italienischen
- Edmondo De Amicis: Eine Schultragödie (= Un dramma nella scuola), 1895; Liebe und Gymnastik (= Amore e ginnastica), 1898
- Riccardo Pierantoni: Die Stärkere, 1906